# Philippe Legras
Pour les articles homonymes, voir Legras.
Philippe Legras est un homme politique français, né le 6 juin 1948 à Belrupt dans les Vosges.

## Biographie
Il effectue ses études primaires à Belrupt, secondaires au lycée Louis Lapicque à Épinal et universitaires à la Faculté de médecine de Nancy.
Médecin généraliste, il est élu conseiller municipal à Belrupt en 1972 au décès de son père François alors maire de la commune puis en 1977 à Raddon-et-Chapendu en Haute-Saône dont il devient maire en 1983. Réélu en 1989 et 1995. Il démissionne de son poste de maire en 1997.
Élu conseiller général RPR du canton de Faucogney-et-la-Mer en 1983 à la suite de la démission de Jean-Jacques Beucler (ancien Secrétaire d'état aux Anciens Combattants); il est réélu en 1992 et 1998 mais ne se représente pas en 2004.
En 1986, il est élu député au scrutin proportionnel et réélu député le 12 juin 1988, pour la IXe législature (1988-1993), dans la troisième circonscription de la Haute-Saône. Il est réélu le 28 mars 1993 dans cette même circonscription face à Jean-Noël Jeanneney, alors Secrétaire d’État, mais perd son siège à la suite de la dissolution de l'Assemblée Nationale en 1997 face à Jean-Paul Mariot. Il faisait partie du groupe RPR.
Il met un terme a sa carrière politique en deux temps en abandonnant tous ses mandats entre 2000 et 2004. Il s'installe à Paris comme consultant médico-social indépendant en 2000-2002, puis comme médecin APA au Conseil départemental des Hauts-de-Seine et à l’Éducation nationale en tant que médecin de prévention IA Bobigny (rectorat de Créteil 
Lors des élections européennes de juin 2009, il est le directeur de campagne de Christophe Beaudouin, tête de liste de Libertas dans la circonscription Est.
Il cesse toute activité professionnelle en 2017, désormais retraité et médecin humanitaire dans l'association du rugbyman Philippe Sella Les Enfants de l'Ovale.